# أندريا بولي
أندريا بولي (بالإيطالية: Andrea Poli) (مواليد 29 سبتمبر 1989 في فيتوريو فينيتو - إيطاليا) لاعب كرة قدم إيطالي لعب لصالح نادي الدرجة الأولى إيه سي ميلان الإيطالي منذ 2013 في مركز الوسط المدافع .

## روابط خارجية
- أندريا بولي على موقع الاتحاد الأوربي (الإنجليزية)
- أندريا بولي على موقع اتحاد تركيا (لاعب) (الإنجليزية)
- أندريا بولي على موقع قاعدة بيانات كرة القدم.إي يو (الإنجليزية)
- أندريا بولي على موقع ناشيونال فوتبول تيمز (الإنجليزية)
- أندريا بولي على موقع Soccerway.com (الإنجليزية)
- أندريا بولي على موقع عالم كرة القدم.نت (الإنجليزية)
- أندريا بولي على موقع كووورة
- أندريا بولي على موقع AS.com (الإسبانية)